# 바카리 코네 (부르키나파소의 축구 선수)
바카리 코네(Bakary Koné,1988년 4월 27일 ~ )는 부르키나파소의 전 축구 선수이다.